# Öresjö SS
Öresjö SS (ÖSS) bildades 1886 och brukar räknas som Borås äldsta idrottsklubb. Från början var det segling som gällde, senare kom rodd med på programmet, och även kanot. Klubbhuset för seglingen ligger i södra Öresjö strax intill Almenäs badplats, Klubbhuset för rodden ligger i syd östra delen, söder om Frufällan.
Framstående roddare från roddsektionen är Anders Wilgotsson, Kent Larsson, Mattias Tichy, och Carina Wilgotson.